# Im August in Osage County
Im August in Osage County (Originaltitel: August: Osage County) ist ein US-amerikanisches Familiendrama von John Wells aus dem Jahr 2013 mit Meryl Streep in der Hauptrolle. Es handelt sich um eine Literaturverfilmung des mit dem Pulitzer-Preis ausgezeichneten, im Original gleichnamigen Bühnenwerks von Tracy Letts.

## Handlung
Der Film handelt von dem Generationenkonflikt zwischen einer alternden Mutter und ihren drei Töchtern. Der Name des Films leitet sich vom Ort der Handlung, dem Osage County im US-Bundesstaat Oklahoma, ab. Zu Beginn des Films engagiert der mit seiner tablettensüchtigen Frau Violet offensichtlich überforderte, ebenfalls alternde Beverly Weston die amerikanische Ureinwohnerin Johnna als Haushaltshilfe und Pflegerin. Johnna wird von Violet provozierend als „die Indianerin“ bezeichnet; über diese politisch nicht korrekte Bezeichnung entbrennt im Verlauf des Films noch ein weiterer Disput. Beverly, selbst pensionierter Lehrer und Poet, soll dem Alkohol verfallen sein. Als er kurz darauf verschwindet, werden die beiden entfernt wohnenden Töchter Barbara und Karen informiert und reisen mit ihren Partnern sowie der einzigen Enkelin Jean zu ihrer Mutter Violet nach Osage County. Die dritte Tochter Ivy sowie Violets Schwester Mattie Fae und ihr Ehemann sind bereits vor Ort, da sie in der Nähe wohnen. Ihr Sohn Charles erscheint mit einiger Verspätung, wodurch er die Beerdigung von Beverly Weston verpasst.
Nach fünf Tagen wird der Vater ertrunken aufgefunden. Beim Beerdigungsdinner, das zunächst sehr förmlich beginnt, eskaliert der schwelende Familienkonflikt und infolgedessen werden nach und nach einige gut gehütete Geheimnisse gelüftet. Durch offene oder versteckte Manipulation versucht Violet, die Fäden in der Hand zu behalten.
Wie Violet, die Angst vor Einsamkeit hat, anfänglich vorausgesagt hatte, verlassen am Ende alle ihre Töchter das Haus: Zuerst verlässt Karen fluchtartig das Anwesen, dann Ivy. Letztere hatte sich im Laufe der Handlung dagegen verwahrt, nicht nur von ihrer Mutter, sondern auch von ihren Schwestern wie selbstverständlich als Gesellschafterin und Pflegerin ihrer verwitweten Mutter verplant zu werden. Selbst die Lieblingstochter Barbara, die ihrer Mutter am nächsten steht, sie jedoch auch am heftigsten bekämpft, fährt mit einem Pick-up davon, ohne umzukehren. Zurück bleibt die krebskranke Mutter in der Obhut von Johnna.

## Hintergrund
An der Realisierung des Films war die Filmproduktionsgesellschaft Jean Doumanian Productions beteiligt.
Der Produktionszeitraum von August: Osage County war vom 20. August 2012 bis zum 28. Juli 2013. Der Film wurde vom 15. Oktober 2012 bis zum 8. Dezember 2012 in Oklahoma und Los Angeles gedreht. Das Filmbudget betrug schätzungsweise 25 Millionen US-Dollar.
August: Osage County wurde erstmals am 9. September 2013 auf dem Toronto International Film Festival dem Publikum präsentiert. Der Kinostart in den USA war am 10. Januar 2014. In Deutschland kam der Film am 6. März 2014 in die Kinos.

### Theaterfassungen
An deutschsprachigen Bühnen kam das Werk von Tracy Letts unter dem Titel „Eine Familie“ auf den Spielplan, zum Beispiel 2009/2010 auf mehreren Bühnen, 2017/2018 am Berliner Ensemble, und 2018/2019 am Thalia Theater.

## Rezeption
Der Film August: Osage County wurde überwiegend positiv bewertet. Auf der Website Rotten Tomatoes erreichte der Film bei 67 Prozent der Rezensenten eine positive Bewertung.
In der Zeit findet sich folgende Formulierung: Hier toben sich die Stars aus: Meryl Streep, Julia Roberts und Benedict Cumberbatch liefern sich in „August in Osage County“ einen hochkarätigen Schlagabtausch.
Kai Mihm von epd Film vergab 3 von 5 Sternen. Er kritisierte, dass dem als „Demontage einer amerikanischen Mittelstandsfamilie“ angelegten Film der Mut fehle, „bei den Konflikten wirklich an Schmerzgrenzen zu gehen.“ Trotz der tollen Besetzung und der guten Kameraarbeit sei der Film  „inhaltlich inkonsequent“.

## Auszeichnungen
Oscarverleihung 2014
- Nominierung in der Kategorie Beste Hauptdarstellerin für Meryl Streep
- Nominierung in der Kategorie Beste Nebendarstellerin für Julia Roberts

Golden Globe Awards 2014
- Nominierung in der Kategorie Beste Hauptdarstellerin – Komödie/Musical für Meryl Streep
- Nominierung in der Kategorie Beste Nebendarstellerin für Julia Roberts

Screen Actors Guild Awards 2014
- Nominierung in der Kategorie Beste Hauptdarstellerin für Meryl Streep
- Nominierung in der Kategorie Beste Nebendarstellerin für Julia Roberts

British Academy Film Awards 2014
- Nominierung in der Kategorie Beste Nebendarstellerin für Julia Roberts